# Christophia
Christophia is een geslacht van vlinders van de familie snuitmotten (Pyralidae), uit de onderfamilie Phycitinae.

## Soorten
- C. aksuella Caradja, 1916
- C. ammobia Falkovitsh, 1999
- C. anabasella Chrétien, 1917
- C. callipterella Ragonot, 1887
- C. climacopterae Falkovitsh, 1999
- C. cyrenaica Turati, 1930
- C. dattinella Ragonot, 1887
- C. ectypella (Ragonot, 1888)
- C. eriopodae Falkovitsh, 1999
- C. fusella Chrétien, 1913
- C. leucosiphon Falkovitsh, 1999
- C. litterella Ragonot, 1887
- C. palastinensis Amsel, 1935
- C. saxuali Falkovitsh, 1999
- C. semirosella Chrétien, 1911
- C. tessulata Falkovitsh, 1999
- C. triceratops Falkovitsh, 1999
- C. trilineella Ragonot, 1887